# Videncentret Odense Universitetshospital
Videncentret er et offentligt medicinsk forskningsbibliotek, der fungerer i et samarbejde mellem Odense Universitetshospital (OUH), Det Sundhedsvidenskabelige Fakultet ved Syddansk Universitet og Syddansk Universitetsbibliotek.  Videncentret, som ligger i OUH's klinikbygning, betjener primært studerende og ansatte på Det Sundhedsvidenskabelige Fakultet, læger og det øvrige personale på OUH, men som et offentligt bibliotek er der adgang for alle.